# San Pedro cura a los enfermos con su sombra
San Pedro cura a los enfermos con su sombra es una pintura realizada por Masaccio en la Capilla Brancacci. La fuente bíblica de la que Masaccio tomó la idea es del libro de Hechos de los Apóstoles y forma parte de un programa iconográfico de dos cuerpos iniciados por Masaccio y Filippino Lippi.
1. Cuerpo superior:
- La expulsión de Adán y Eva del paraíso terrenal (Masaccio)
- El tributo (Masaccio)
- Predicación de San Pedro (Masolino)
- Bautismo de los neófitos (Masaccio)
- Resurrección de Tabita (Masolino, con intervenciones de Masaccio)
- Adán y Eva en el paraíso terrenal (Masolino)

2. Cuerpo inferior:
- San Pedro en la cárcel visitado por San Pablo (Filippino Lippi)
- La resurrección del hijo de Teófilo y San Pedro en la cátedra (Masaccio)
- San Pedro cura a los enfermos con su sombra (Masaccio)
- La distribución de los bienes y la muerte de Ananías (Masaccio)
- Disputa de San Pedro con Simón Mago y muerte de San Pedro (Filippino Lippi)
- San Pedro liberado de la cárcel (Filippino Lippi)

Los especialistas identifican algunos personajes como a Masolino en el hombre del turbante rojo, Donatello con el anciano de barba blanca o el apóstol Juan que acompaña a Pedro con Giovanni, hermano del pintor, apodado "Scheggia".